# DEAD LEAVES
『DEAD LEAVES』（デッド・リーブス）は、今井トゥーンズによる漫画、およびそれを原作とするProduction I.G制作のアニメーション映画。今石洋之監督。

## アニメ
2004年1月16日に劇場公開、2004年6月25日にDVDがリリースされた。上映時間50分。2018年11月16日よりアニメアプリ『アニメビーンズ』で配信。

### あらすじ
パンディとレトロという二人組の男女は、記憶を失った状態で目を覚ました。
荒野をでた二人は、都市で暴れまわり、警察に捕えられ、月面刑務所“DEAD LEAVES”に囚人として送り込まれた。
脱出不可能とされるその刑務所には、暇つぶしで囚人を殺す看守や、異形の囚人たちが蠢く恐ろしい場所だった。

## 登場人物
- RETRO（レトロ）（声：山口勝平）
- PANDY（パンディー）（声：本田貴子）
- ギャラクティカ（声：水谷優子）
- ちんこドリル（声：飛田展男）
- ヤブ医者（声：高木渉）
- 666（スリーシックス）（声：岩田光央）
- 777（スリーセブン）（声：梁田清之）
- 軍曹（声：岩崎征実）
- 運転手（声：加瀬康之）
- 戦車長（声：竹本英史）
- 警官A（声：木内秀信）
- 警官B（声：前田剛）
- 警官C（声：鈴木正和）
- 警官D（声：新垣樽助）
- となりの囚人（声：下崎紘史）
- ガヤ（声：大竹美佳、中島裕美子）

## スタッフ
- 企画／原作：今井トゥーンズ（Imaitoonz）、Production I.G
- 監督：今石洋之
- 脚本：本田武市
- コンセプトキャラクターデザイン：今井トゥーンズ
- キャラクターデザイン／作画監督：今石洋之
- 原画：宮澤康紀、小池健、吉成曜、小倉陳利、すしお、末冨慎治、芳垣祐介、久保田誓、丸山友、今石洋之、桑名郁朗、板垣伸、東出太、杉江敏治、若林要、奥村光博、渡部圭祐、山下将仁、中村章子、小松田大全、浅野恭司、窪田康高、永島明子、大久保徹、矢萩利幸、谷津美弥子、植田実、小倉雅誉、泉広代、中村光宣、竹谷今日子、小村方宏治、森田史、近藤圭介、浜浦紳介、伊藤弘樹、テレジア ウィンクラー
- 色彩設定：広瀬いづみ
- 美術監督：小倉宏昌
- 撮影監督：古川誠
- 編集：植松淳一
- 音楽：池頼広・浅倉大介
- 音響監督：藤山房伸
- アニメーション制作：Production I.G
- 製作：Production I.G、MANGA ENTERTAINMENT

## 関連商品
- DVD
  - DEAD LEAVES（松竹ビデオ事業部、2004年）
  - DEAD LEAVES - SPECIAL BOXセット（松竹ビデオ事業部、2004年）…限定3000セット
- CD
  - サウンドトラック「DEAD LEAVES」（カルチャー・オブ・エイジア、2004年）
- 書籍
  - DEAD LEAVES 原画集（TOブックス、2004年）
  - DEAD LEAVES 絵コンテ集（TOブックス、2004年）